# 矢矧號防護巡洋艦
矢矧号防护巡洋舰（日语：／ Yahagi ?）是旧日本海軍的防护巡洋舰，为筑摩级防护巡洋舰（日本海军官方名称）2号舰。本舰为日本海军第一艘向民间造船厂委托承建的大型军舰。与姊妹舰类似，为日本海军首批搭载汽輪機的巡洋舰，属于从防护巡洋舰到轻巡洋舰的过渡设计。本舰参加了第一次世界大战，战争中除两次轻松的夺岛行动，以及一次险遭岸炮误击之外，几乎没有参加过战斗，也基本没有人员伤亡；然而战争结束时，全舰乘员却大面积感染流感，人员损失极为惨重。20-30年代中日关系紧张时本舰多次奉召前往中国执行任务。九一八事變期间再次前往中国，1932年1月在南中国地区警戒。1940年退役，后转用为训练船，1947年拆解。
本舰得名自流经长野县、岐阜县从愛知縣入海的矢作川。矢作川历史上有“矢矧”、“矢矯”、“箭作”等多个名字混用，不过日本海军最终挑选的是“矢矧”一名。本舰的供奉神社是岡崎市的矢作神社，神社内保留有本舰的1:100模型。这是日本海军中第一艘以“矢矧”命名的军舰，其后由矢矧號輕巡洋艦继承了该舰名。

## 设计和概述
1906年（明治39年）9月28日，时任海軍大臣齋藤實向總理大臣西園寺公望提出阁议，称日俄战争以来世界海军形势发展迅速，有必要重新添置新的军舰，其中希望建造4500吨级二等巡洋舰3艘。由于日本财政所限，这项造舰计划在提交给12月开会的第23届帝國議會审议时，还是遭到了大规模的压缩，不过3艘二等巡洋舰的设想没变，得以保留。
本舰全长144.8米、宽14.2米、吃水5.1米。本舰基本设计继续在现有舰艇的基础上进行改进，同时借这个机会，对日本国产的汽轮机进行试验、比较。动力部分，本舰与姊妹舰不同，搭载了两台三菱生产的帕森斯式汽輪機，由16座舰本式水管锅炉提供蒸汽，设计动力22,500匹馬力（16,800千瓦特）。本舰设计航速26節（48每小時），海试时达到了27.14節（50.26每小時）的纪录。这比起日本海军最后一艘搭载往复式蒸汽机的巡洋舰利根的23節（43每小時）是一个巨大的飞跃。
本舰主炮为8门45倍径单装6英寸（152）速射炮，艏艉各一门，另外在每侧各布置3门，均安装在舷侧耳台。这种舷侧火力与主炮口径相同的设计在当时也非常罕见。轻型武器包括4门76毫米12磅炮，以及两挺机枪。鱼雷武器方面，舰上共安装了3具18英寸（457）鱼雷发射管，舷侧旋转发射架两具，艉部固定发射架一具。1919年以后，有关方面拆除了3门76毫米炮，改为在烟囱的位置安装了两门40倍径三年式80毫米高射炮。
本舰装甲甲板为22.2毫米厚的镍钢，而倾斜部分则以相同材质的35毫米厚钢板补强，使得总厚度达到57.2毫米。舰艉鱼雷舱处克虏伯渗碳装甲为89毫米，司令塔则是102毫米厚的克虏伯装甲。

## 舰历

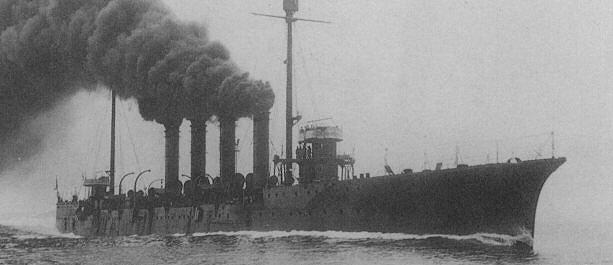
矢矧号，1912年

1909年（明治42年）12月23日，海军为预定在长崎建造的吕号二等巡洋舰拟定了名字“矢矧”。
1910年（明治43年）6月20日，本舰以“吕号二等巡洋舰”为代号在长崎三菱造船所开始动工兴建。舰体制造预算费用为255万余日元，武器制造预算约15万日元。1911年（明治44年）10月3日，本舰下水，竹田宮恆久王代表皇族出席下水仪式。同日正式命名为矢矧。
1912年（明治45年）7月27日，日本海军正式接收矢矧，列入日本海军舰艇名录进行服役。
1913年（大正2年）12月1日，矢矧从第二舰队中除队，转为吴第一预备舰。
1914年（大正3年）7月底至8月初，欧洲各主要国家陆续互相宣战，第一次世界大战爆发。随着局势日渐紧张，8月8日，吴镇守府司令长官下令矢矧需要立即做好准备，全舰官兵立即取消休假返回舰艇。10日矢矧正式编入第一舰队，13日抵达佐世保。其后日本海军编成第五战队，司令土山哲三海军少将，旗舰矢矧、平戶、新高、笠置。考虑到为了更有效地在广大区域内进行行动，日本海军又从第一舰队分出了一系列分遣队进行独立行动。9月23日，编组第二南遣支队，司令松村龍雄海军少将，旗舰薩摩、矢矧、平户，任务是占领帕劳群岛及加罗林群岛，并派兵驻守，直到日本从本土调派部队过来换防为止。矢矧的任务为占领帕劳群岛的科洛尔和安加爾。10月8日01:50，矢矧在科洛尔以西停泊，陆战队开始发起夺岛行动；9日07:35矢矧转移到安加尔，07:55陆战队开始登陆。11月6日第二南遣支队颁布了占领地军政民政规程，规定矢矧派出兵员组成守备队驻守安加爾。
1915年（大正4年）8月18日，矢矧增设了重油库，航程可以增加大约10%。海军方面对这项改造非常满意，随后姊妹舰平户也按照相同的方式进行改装。
1917年（大正6年）2月7日矢矧编入第一特务舰队，归于小栗孝三郎海军少将麾下，以新加坡为基地，在南海、荷属东印度以及印度洋等范围进行护航。11月20日，矢矧准备进入弗里曼特尔港时，因为领港员挂错了信号，陆地炮台突然炮击矢矧。炮弹从烟囱上方飞过，落在左舷约300米处。
1918年（大正7年）11月，矢矧奉命返回新加坡接替僚舰。11月9日抵达新加坡。此时西班牙大流感正在东南亚一带肆虐，僚舰最上等病例频出。因此矢矧的高级官员一开始非常谨慎，禁止官兵上陆，同时禁止无关人员登舰；全舰官兵每天含服预防药物。过了两周时间，见陆上的病情逐渐减缓，而僚舰也陆续允许官兵上岸，矢矧舰长终于同意，在21日及22日允许舰内官兵分两批上岸，每批限一半船员，每次限定4小时。孰料24日便有4人开始发热。至28日陆续有人发病，此时军医将病人安置在隔离区，情况尚为可控。30日矢矧启程前往马尼拉，此时情况开始蔓延。12月2日，矢矧舰长报告称罹患感冒者连日增多，但依然会按照预定前往马尼拉。然而至4日下午，全舰大量官兵纷纷患病，包括3名军医以及全部护理人员均已病倒，有46人需要入院治疗；当晚20时出现舰上第一起死亡病例。矢矧极为艰难才抵达马尼拉。至5日，全舰仅剩2、3人尚未染病。当天又有10人需要送院治疗，而患病者极难恢复。至10日，留医者已达125人，包括副舰长在内多人病死。至13日，留医者一度超过了200人。此后虽然情况逐渐缓解，但病人病后恢复速度太慢，矢矧多次被迫推迟出发日期，一直耽搁到20日才最终出港返回佐世保。这次流感灾难使得全舰总计442人患病，其中48人病死。矢矧惨痛的人员病亡使得即使多年后日本都一直有派军舰前往马尼拉进行吊祭。
1923-1937年期间，矢矧在中国沿海进行巡逻警戒的任务。
1925年（大正14年）4月12日，矢矧在明石海峡西口航行时，想从两艘帆船中间穿过。但因天色昏暗，矢矧与其中一艘帆船神宝丸相撞，神宝丸当即沉没，两名船员落水后获救。
1927年7月，连战连败的直鲁军军心动摇。7月3日，原周蔭人旧部在胶州向国民革命军投降，北伐军已经占领胶济铁路全线。但正当北伐军准备乘胜追击之时，武汉方面形势突变，迫使蒋介石抽调大批兵力回援，致使直鲁军有机可乘，夺下了徐州。日本方面判断双方在山东可能会有大规模的作战。7月7日，鉴于青岛方面局势不稳定，矢矧搭载着303名海军陆战队员抵达当地警戒。8月南京政府和武汉政府在湖广地区大举增兵对峙，于是8月29日，矢矧又紧急搭载130名陆战队员前往武汉增援。
1928年（昭和3年）11月10日，日本举行昭和天皇即位大礼，以上海为基地的第一遣外舰队也举行了隆重的庆祝仪式。旗舰矢矧负责鸣响21发礼炮，根据当时的上海当地的日本报刊《上海日报》、《上海每日新闻》声称，炮声响彻全市。
1929年（昭和4年）5月23日，日本驻华公使芳澤謙吉一行从上海前往南京，参加孙中山灵柩移葬南京的仪式，并向南京国民政府呈递国书。军务局方面指示，为了显示日本的威严，应当派遣军舰搭载芳泽一行入城，为此指定正驻扎在上海的矢矧执行护送任务。此时中日之间关系极为紧张，为免发生意外，矢矧舰长下令抽调若干水兵作为公使一行的随行护卫。
1930年（昭和5年）4月20日，矢矧在南京停泊期间，第一锅炉舱发生火灾。调查结果显示起火原因主要是该处为单层船底，使附近温度非常高；加上通风阀因长年使用，已经变形难以紧密关闭。故此少量重油遇热蒸发泄露后引发了火灾。

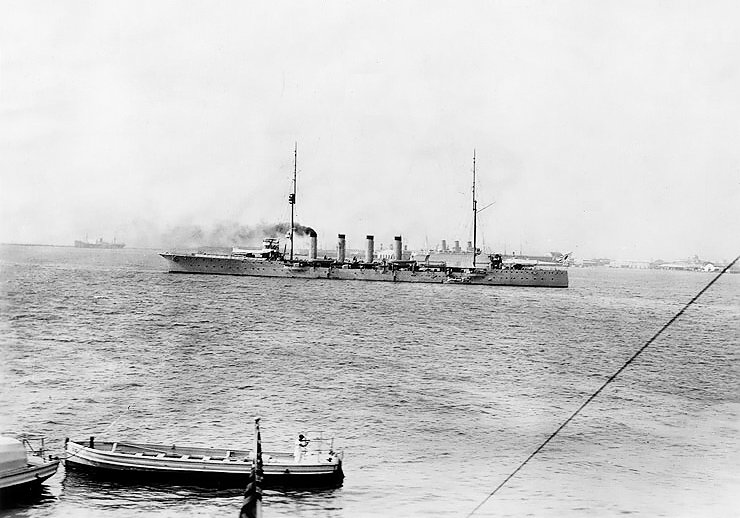
从美国驱逐舰母舰黑鹰号驱逐舰母舰 (AD-9)上拍摄到的矢矧号，拍摄时间大约在1932年前后，地点可能在菲律宾的马尼拉湾

1931年，九一八事變期间矢矧再次前往中国。1932年1月矢矧在南中国地区警戒。。
1934年（昭和9年）7月4日，有关部门下令吴港务部门为矢矧在海军兵学校系留而做准备，疏浚相关区域。
1935年（昭和10年）3月7日，日本海军指定矢矧为参观学习舰船（見学艦）。
1940年4月1日，日本海军将矢矧除籍，改称为“第12号废弃舰”（日语：廃艦第12号），交由吴海兵团作为训练船使用。
1943年第12号废弃舰（原矢矧）被拖曳到大竹市海军潜水学校，并一直逗留在此处直到太平洋战争结束。
1947年1月31日至7月8日，第12号废弃舰在笠戸岛进行解体作业。

## 历任舰长
下表系根据《日本海軍史》第9、10卷，以及《官報》进行整理。
- 小林恵吉郎 海军大佐：1912年4月20日 - 1912年12月1日

兼海軍艦政本部艤装員（1912年4月20日 - 1912年7月31日）
兼佐世保海軍工廠艤装員（1912年7月31日 - 1912年8月31日）
- 山岡豊一 海军大佐：1912年12月1日 - 1913年12月1日
- 阪本則俊 海军大佐：1913年12月1日 - 1914年5月6日
- 長鋪次郎 海军大佐：1914年5月6日[49] - 1915年2月1日[50]
- 島内桓太 海军大佐：1915年2月1日 - 1915年12月13日
- 内田虎三郎 海军大佐：1915年12月13日 - 1916年12月1日
- 宫治民三郎 海军大佐：1916年12月1日 - 1917年12月1日
- 山口传一 海军大佐：1917年12月1日 - 1918年12月1日
- 小倉嘉明 海军大佐：1918年12月1日 - 1919年10月1日
- 藤村昌吉 海军大佐：1919年12月1日[51] - 1919年12月15日死去[52]
- 高倉正治 海军大佐：1919年12月18日[53] - 1920年12月1日[54]
- 常松憲三 海军大佐：1920年12月1日[54] - 1921年4月14日[55]
- 左近司政三 海军大佐：1921年4月14日 - 1921年11月20日
- 島祐吉 海军大佐：1921年11月20日 - 1922年12月1日
- 益子六弥 海军大佐：1922年12月1日- 1924年12月1日
- 山本土岐彦 海军大佐：1924年12月1日[56] - 1925年4月20日[57]
- 相良達夫 海军中佐：1925年4月20日 - 1925年12月1日
- 河村儀一郎 海军大佐：1925年12月1日 - 1926年11月1日
- 边见辰彦 海军大佐：1926年11月1日[58] - 1927年12月1日[59]
- 池中健一 海军大佐：1927年12月1日 - 1928年12月10日
- 小籏巍 海军大佐：1928年12月10日[60]　- 1929年5月1日[61]
- 井上勝純 海军大佐：1929年5月1日[61] - 1929年11月30日
- 增岛忠雄 海军大佐：1929年11月30日[62] - 1930年11月15日[63]
- 水户春造 海军大佐：1930年11月15日 - 1931年5月15日
- 岩村清一 海军大佐：1931年5月15日 - 1931年12月1日
- 井上保雄 海军大佐：1931年12月1日 - 1932年12月1日